# Roger Vailland, tentative de description
Roger Vailland, tentative de description est un essai biographique portant sur la personnalité et le parcours de l'écrivain Roger Vailland et publié par le journaliste et écrivain Jean-Jacques Brochier.

## Présentation
« Comme les amours heureuses, ce texte a pour origine la circonstance ou l'humeur, l'occasion », indique l'auteur en exergue.
Tenter de décrire Vailland et son œuvre, c'est éviter de le réduire à quelques thèmes favoris (souveraineté, libertinage...) ou de restreindre toute la diversité de « ses saisons éclatées. » Ses saisons sont autant de vies, du Jeune homme seul au libertin amoureux du XVIIIe siècle, (de Bernis à Casanova), du chantre du Grand Jeu au militant communiste sillonnant les routes de l'Ain, du Bugey à la Bresse, du journaliste des années 1930 au clandestin de la Résistance, des temps désenchantés à 'L'éloge de la politique', autant de facettes de Vailland qui donnent tout son sel et toute sa spécificité à ce kaléidoscope, « l'un des itinéraires les plus riches et les plus représentatifs des bouleversements du XXe siècle ».

## Contenu et synthèse
L'ouvrage brosse, à traits rapides, le tableau des singularités de la biographie et de l'œuvre de Roger Vailland. Rejetant les tentatives ordinaires d'explication de la seconde par la première, il affirme, dans une formule discutée, qu'à partir d'un certain point « Vailland sépare radicalement sa vie et son œuvre ». La force qui se dégage des romans et des pièces de théâtre est rapportée à l'esthétique du réalisme socialiste, et la rupture de l'écrivain avec le communisme est analysée comme facteur d'un certain affaiblissement créatif. Parmi les œuvres évoquées, Jean-Jacques Brochier souligne l'originalité de La Fête en tant que méditation sur la relation entre l'auteur et ses personnages.
Claude Roy, tout en relativisant sa fiabilité sur certains détails, a salué dans l'ouvrage la vivacité avec laquelle, sans jamais se départir de la distance critique, il rend présent Roger Vailland comme figure de grand contestataire. D'autres critiques y ont vu « une introduction utile, quoique manquant de profondeur ». Il reste porté au crédit de son auteur en tant que « premier livre consacré à Roger Vailland ».